# Határmennyiség
A határmennyiség közgazdasági fogalom.

## Lényege
Sokszor fordul elő a közgazdasági modellekben, hogy a racionális egyének és vállalatok döntései valamilyen utolsó, pótlólagos mennyiségtől, vagyis határmennyiségtől függnek. Például a mikroökonómiai termeléselméletben egy vállalat akkor alkalmaz egy új munkavállalót, ha az utolsó munkaórájából származó bevétel (a határbevétel) magasabb, mint az erre jutó, a vállalat által viselt költség (a határköltség).